# Ист Мидлбери (Вермонт)
Ист Мидлбери (енгл. East Middlebury) насељено је место без административног статуса у америчкој савезној држави Вермонт.

## Демографија
По попису из 2010. године број становника је 425.
| Група             | 2000.    | 2010.       |
| Белци             | 0 (0,0%) | 408 (96,0%) |
| Афроамериканци    | 0 (0,0%) | 1 (0,2%)    |
| Азијати           | 0 (0,0%) | 2 (0,5%)    |
| Хиспаноамериканци | 0 (0,0%) | 9 (2,1%)    |
| Укупно            | 0        | 425         |